# Nikola Dedović
Nikola Dedović (Belgrád, 1992. január 25. – ) (szerb cirill átírással: Никола Дедовић) olimpiai bajnok szerb válogatott vízilabdázó, a Vasas bekkje.

## Sportpályafutása
A Partizan Beograd csapatában nevelkedett, mellyel több alkalommal szerb bajnok, szerb kupagyőztes lett, valamint 2011-ben ugyanezen együttes színeiben aranyérmet nyert a Bajnok ligájában és az Interligában. 2015 februárjában a máltai Sliema ASC együtteséhez szerződött a szigetország nyári időszakban megrendezésre kerülő bajnokságába, majd a Primorje Rijekához igazolt. 2016 óta a Spandau játékosa bekk poszton.

## Eredmények

### Klubcsapattal
Partizan Beograd
- Szerb bajnokság: Aranyérmes: 2011-12

Radnički Kragujevac
- Szerb bajnokság: Ezüstérmes: 2014-15

Sliema ASC
- Máltai bajnokság: Bronzérmes: 2015

Primorje Rijeka
- Horvát bajnokság: Ezüstérmes: 2015-16

Spandau
- Német bajnokság: Aranyérmes: 2016-17

Vasas
Magyar bajnokság: ezüstérmes: 2025